# Leonding
Leonding – miasto w Austrii, w kraju związkowym Górna Austria, w powiecie Linz-Land. Leży nad Dunajem. Liczy 26934 mieszkańców (2015).
W latach 1898–1905 w mieście wraz z rodzicami mieszkał Adolf Hitler. Rodzice jego spoczywają na tutejszym cmentarzu. W roku 2012 ich grób został zlikwidowany, bez ekshumacji szczątków, z powodu traktowania go jako miejsce kultu przez neonazistów.
W mieście rozwinął się przemysł maszynowy oraz elektrotechniczny.